# Neoklasická syntéza
Neoklasická syntéza neboli neoklasicko-keynesiánská syntéza byla akademickým hnutím po druhé světové válce v ekonomii, které se snažilo implementovat makroekonomické myšlenky Johna Maynarda Keynese do neoklasické ekonomiky. Výsledné makroekonomické teorie a modely se nazývají neo-keynesiánská ekonomika. Ekonomii hlavního proudu do značné míry dominuje syntéza, která je převážně keynesiánská v makroekonomii a neoklasická v mikroekonomii.
Velká část neo-keynesiánské ekonomické teorie bylo vyvinuto Johnem Hicksem a Maurice Allaisem a popularizováno Paulem Samuelsonem. Proces začal brzy poté, co byla publikována Keynesova Obecná teorie zaměstnanosti, úroku a peněz s modelem IS-LM (investiční úspora – peněžní zásoba s preferencí likvidity), kterou poprvé představil John Hicks v článku z roku 1937. Pokračovalo přizpůsobováním modelu nabídky a poptávky trhů keynesiánské teorii. Představuje pobídky a náklady, protože hraje všudypřítomnou roli při utváření rozhodovacího procesu. Bezprostředním příkladem je spotřebitelská teorie individuální poptávky, která izoluje, jak ceny (jako náklady) a příjem ovlivňují požadované množství.
Zdá se, že Samuelson vytvořil termín „neoklasická syntéza“, a pomohl šířit výslednou práci, částečně přes jeho akademické psaní, a také přes jeho vlivnou učebnici, Ekonomie.